# José Zurita
Juanpa Zurita (*Lima, 5 de mayo de 1995 -) es un futbolista peruano. Juega de centrocampista. Formado en el Grupo Héctor Chumpitaz desde los 9 años, Zurita debutó en el Deportivo Municipal con tan solo 16 años y su equipo actual es Club Deportivo Los Chankas de la Liga 1 Perú.

## Selección nacional
Fue convocado en el año 2013 al equipo preliminar categoría 95 de la Selección Nacional, dirigido por Daniel Ahmed, para disputar los Juegos Bolivarianos de 2013. Al año siguiente volvió a formar parte de una convocatoria nacional con el equipo sub-20 de Perú, esta vez dirigido por Víctor Rivera.

## Curiosidades
El sábado 7 de mayo del 2015, al ingresar Zurita en el minuto 59 en el partido que Municipal se impuso de local por 2-0 al FBC Melgar, se convierte en el primer jugador en haber defendido los colores del club en Liga Distrital y Departamental, Copa Perú, Segunda División y Primera División.
Llegó a mediados del 2016 al Deportivo Coopsol, pero su año más regular fue el 2017, debido a que fue nominado el mejor jugador de su equipo. Este premio se debió a que Zura se convirtió en la manija del cuadro de Chancay. Jugó todos los partidos y anotó 3 goles.
Tras no renovar con el Submarino Amarillo, el 2018 llegó a Cienciano donde no llegó a cumplir las expectativas, tras acabar su vínculo llega a Walter Ormeño por el 2019, sin embargo tras no logras clasificar a Etapa Nacional de la Copa Perú se iría a Cultural Santa Rosa a inicios de la Segunda Rueda.

## Clubes
| Club                   | País | Año         |
| ---------------------- | ---- | ----------- |
| Deportivo Municipal    | Perú | 2012 - 2015 |
| Cultural Santa Rosa    | Perú | 2016        |
| Deportivo Coopsol      | Perú | 2017        |
| Cienciano              | Perú | 2018        |
| Walter Ormeño          | Perú | 2019        |
| Cultural Santa Rosa    | Perú | 2020 - 2021 |
| Walter Ormeño          | Perú | 2022 - 2023 |
| Juventus FC Huamachuco | Perú | 2024        |
| Chankas CYC            | Perú | 2025        |

## Palmarés

### Campeonatos nacionales
| Título           | Club                | País | Año  |
| ---------------- | ------------------- | ---- | ---- |
| Segunda División | Deportivo Municipal | Perú | 2014 |

### Distinciones individuales
| Distinción                                                                | Año  |
| ------------------------------------------------------------------------- | ---- |
| Jugador Revelación Segunda División del Perú                              | 2013 |
| Preseleccionado como volante en el mejor once de la Liga 2 según la SAFAP | 2020 |
| Preseleccionado como mejor jugador de la Liga 2 según la SAFAP            | 2020 |